# Синиця (річка)
Сини́ця — річка в Україні, у межах  Уманського району Черкаської області та Голованівського району Кіровоградської області. Ліва притока Південного Бугу (басейн Чорного моря).

## Опис
Довжина річки 78 км, площа басейну 765 км². Долина у верхів'ї V-подібна, нижче — трапецієподібна. Заплава подекуди одностороння. Річище звивисте. На окремих ділянка річка тече між високими, урвистими берегами. Похил річки 1,9 м/км. Споруджено невелике водосховище і численні ставки. 

## Розташування
Річка протікає Придніпровською височиною. Бере початок на північний захід від села Синиці (неподалік від м. Умані). Тече переважно на південь і південний схід. Впадає до Південного Бугу на південній околиці села Сабатинівки. 
На річці розташоване місто Благовіщенське, села Колодисте та інші. 

## Притоки
- Річка без назви — ліва притока у Благовіщенському районі. Довжина річки приблизно 11[1] км. Бере початок у селі Станіславове. Тече переважно на південний захід через Грушку.

- Синька — ліва притока у Благовіщенському районі. Довжина річки 14 км, похил річки — 2,7 м/км. Площа басейну 112 км². Бере початок на північному заході від села Клинове. Тече переважно на південний захід через Синьки і у с. Великі Трояни впадає у Синицю.[2] Річку перетинає європейський автошлях E95М05

- Річка без назви — права притока у Благовіщенському районі. Довжина річки 17 км, похил річки — 3,6 м/км. Площа басейну 87,8 км². Бере початок на південному сході від села Вікнина. Тече переважно на південний схід через с. Кам'яна Криниця і біля Благовіщенського впадає у Синицю. [3]

- Таужнянка — права притока у Гайворонському та Благовіщенському районах. Довжина річки 15 км, похил річки — 4,3 м/км. Площа басейну 88,6 км². Бере початок на південному сході від с. Берестяги. Тече переважно на південний схід через села Таужне, Кам'яний Брід і впадає у Синицю. Річку перетинає автошлях Т 0207. Біля витоків річки розташована станція Таужня Південної залізниці на лінії Гайворон — Болеславчик.[4]

## Цікаві факти
- Неподалік від гирла Синиці, на околиці села Сабатинівки, було виявлено і досліджено стародавнє поселення 14—12 ст. до н.е. (див. Сабатинівська культура).
- У долині річки розташований Кам'яногірський заказник.